# Liste der Biografien/Schmid, C
Liste der Biografien |
Portal Biografien |
C Personensuche
# |
A |
B |
C |
D |
E |
F |
G |
H |
I |
J |
K |
L |
M |
N |
O |
P |
Q |
R |
S |
T |
U |
V |
W |
X |
Y |
Z |
?
 
Sa |
Sb |
Sc |
Sd |
Se |
Sf |
Sg |
Sh |
Si |
Sj |
Sk |
Sl |
Sm |
Sn |
So |
Sp |
Sq |
Sr |
Ss |
St |
Su |
Sv |
Sw |
Sy |
Sz
 
Sca–Sce |
Sch |
Sci–Scz
 
Scha |
Schc |
Schd |
Sche |
Schg |
Schi |
Schj |
Schk |
Schl |
Schm |
Schn |
Scho |
Schp |
Schr |
Schs |
Scht |
Schu |
Schv |
Schw |
Schy
 
Schma |
Schme |
Schmi |
Schmo |
Schmu |
Schmy
 
Schmic |
Schmid |
Schmie |
Schmig |
Schmik |
Schmil |
Schmin |
Schmir |
Schmis |
Schmit
 
Schmida |
Schmidb |
Schmide |
Schmidf |
Schmidg |
Schmidh |
Schmidi |
Schmidj |
Schmidk |
Schmidl |
Schmidm |
Schmidp |
Schmidr |
Schmids |
Schmidt |
Schmid, A |
Schmid, B |
Schmid, C |
Schmid, D |
Schmid, E |
Schmid, F |
Schmid, G |
Schmid, H |
Schmid, I |
Schmid, J |
Schmid, K |
Schmid, L |
Schmid, M |
Schmid, N |
Schmid, O |
Schmid, P |
Schmid, R |
Schmid, S |
Schmid, T |
Schmid, U |
Schmid, V |
Schmid, W |
Schmid, Y
Die Liste der Biografien führt alle Personen auf, die in der deutschsprachigen Wikipedia einen Artikel haben. Dieses ist eine Teilliste mit 29 Einträgen von Personen, deren Namen mit den Buchstaben „Schmid, C“ beginnt.

## Schmid, C

### Schmid, Ca
- Schmid, Carl (1799–1885), deutscher Porträtmaler
- Schmid, Carl (1894–1988), Schweizer Ingenieur
- Schmid, Carl August (1767–1822), deutscher Naturforscher und Geistlicher
- Schmid, Carl Christian (1886–1955), deutscher Verwaltungsjurist und Politiker (DVP)
- Schmid, Carl Christian Erhard (1761–1812), deutscher Theologe und Philosoph
- Schmid, Carl Friedrich (1790–1845), deutscher Gewerkenvorsteher und Hüttenmeister sowie Lehrer an der Bergschule Eisleben
- Schmid, Carlo (1896–1979), deutscher Politologe und Politiker (SPD), MdL, MdBCarlo Schmid (1896–1979)
- Schmid, Carlo (* 1990), Schweizer Pilot

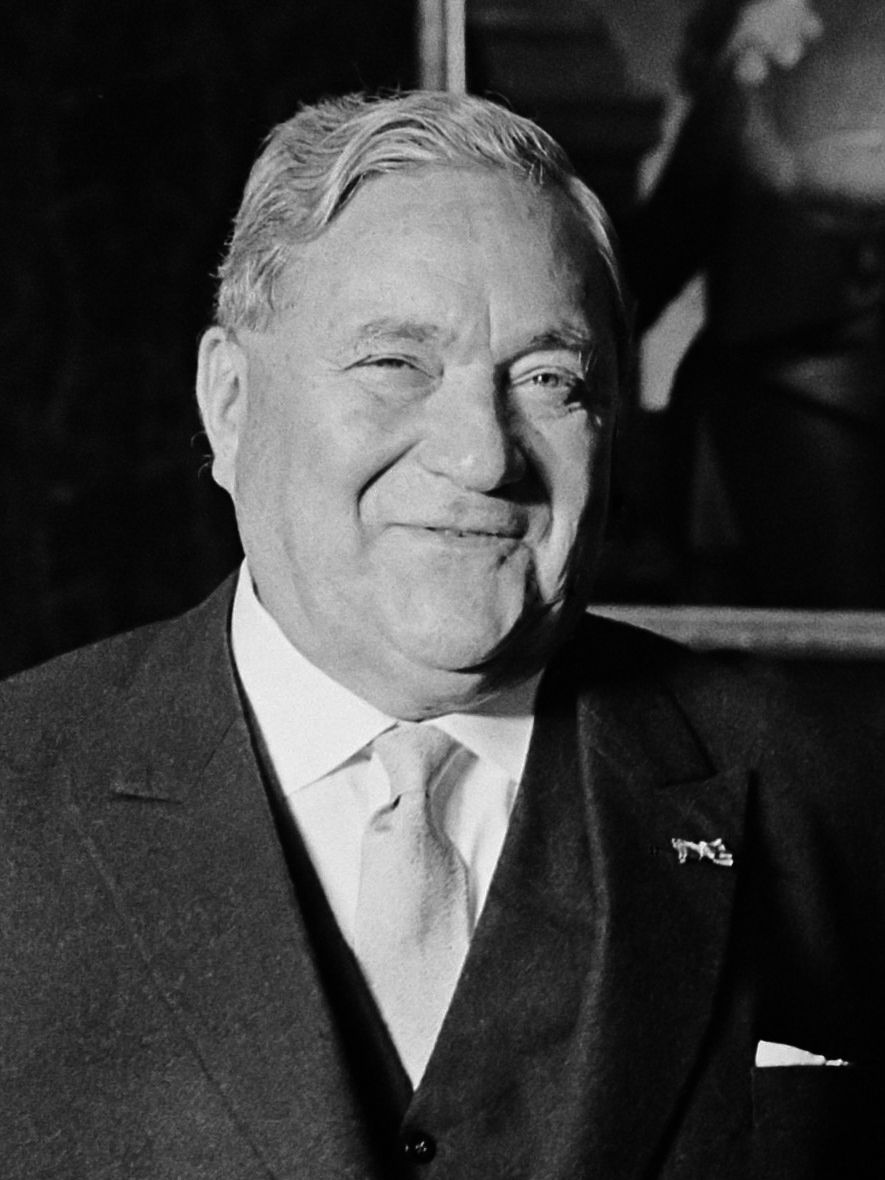
Carlo Schmid (1896–1979)

- Schmid, Caspar Siegmund (1724–1802), kursächsischer Bergbeamter und Advokat

### Schmid, Ch
- Schmid, Charlotte (1932–2018), Schweizer Designerin
- Schmid, Charlotte (* 1977), deutsche Politikerin (ÖDP)
- Schmid, Christel Felizitas (1892–1970), evangelische Pfadfinderin und Ordensgründerin
- Schmid, Christian (* 1947), Schweizer Dialektologe, Schriftsteller und Rundfunkredaktor
- Schmid, Christian (* 1977), deutscher Chorleiter, Kirchenmusiker, Domkapellmeister
- Schmid, Christian Friedrich (1794–1852), Theologe, Geistlicher und Hochschullehrer
- Schmid, Christian Gottlieb (1792–1846), deutscher Lehrer und württembergischer Abgeordneter
- Schmid, Christian Heinrich (1746–1800), deutscher Rechtswissenschaftler, Literaturwissenschaftler und Rhetoriker
- Schmid, Christian Wilhelm Friedrich (1739–1806), kursächsischer Oberbergmeister
- Schmid, Christine (* 1969), Schweizer Sängerin
- Schmid, Christoph (* 1976), deutscher Politiker (SPD), MdB
- Schmid, Christoph Ulrich (* 1967), deutscher Rechtswissenschaftler, Übersetzer und Autor
- Schmid, Christoph von (1768–1854), deutscher Jugendbuchautor und katholischer Priester
- Schmid, Chrysostomus (1883–1962), deutscher Benediktinermönch

### Schmid, Cl
- Schmid, Claudia (* 1953), deutsche Verwaltungsjuristin, Berliner Verfassungsschutzleiterin
- Schmid, Claudia (* 1960), deutsche Autorin
- Schmid, Claudio (* 2002), Schweizer Unihockeyspieler
- Schmid, Clemens (* 1990), österreichischer Automobilrennfahrer

### Schmid, Co
- Schmid, Constantin (* 1999), deutscher Skispringer
- Schmid, Cordelia (* 1967), deutsche Informatikerin